# Ctenophora magnifica
Ctenophora magnifica är en tvåvingeart som beskrevs av Friedrich Hermann Loew 1869. Ctenophora magnifica ingår i släktet Ctenophora och familjen storharkrankar. Inga underarter finns listade i Catalogue of Life.